# 루이 사아
루이 로랑 사아(Louis Laurent Saha, 1978년 8월 8일 ~ )는 프랑스의 전 축구 선수이다. 포지션은 공격수이다.
맨유, 에버튼 등을 거쳤으며, 프랑스 국가대표로서 UEFA 유로 2004와 2006년 FIFA 월드컵에 참가하였다.
2013년 2월 7일 선덜랜드 AFC와 6개월만에 계약이 해지된 후, 세리에 A의 SS 라치오와 5개월 단기계약을 맺었으나 6경기만 출전하였고 이후 은퇴를 발표하였다.

## 수상 경력

### 클럽
풀럼
- 풋볼 리그 1부: 2000-01

맨체스터 유나이티드
- 프리미어리그: 2006-07, 2007-08
- 풋볼 리그 컵: 2005-06
- UEFA 챔피언스리그: 2007-08
- FA 커뮤니티 실드: 2007, 2008

### 개인
- 풋볼 리그 1부 득점왕: 2000-01